# Stubbe – Von Fall zu Fall: Auf Liebe und Tod
Auf Liebe und Tod ist ein deutscher Fernsehfilm von Peter Kahane aus dem Jahr 2003. Es handelt sich um den dreiundzwanzigsten Filmbeitrag der ZDF-Kriminalfilmreihe Stubbe – Von Fall zu Fall mit Wolfgang Stumph in der Titelrolle, der diesmal einen schweren Schicksalsschlag verkraften muss.

## Handlung
Kommissar Wilfried Stubbe und sein Kollege Bernd Zimmermann ermitteln im Hamburger Drogenmilieu, denn der Dealer Sven Mühl wird erstochen aufgefunden. Das Opfer lebte mit Tom, Eyck und Kater in einer WG und war sex- und drogensüchtig. Aber auch die Mitbewohner haben offensichtlich Drogenprobleme. Kater Förster ist deshalb vor kurzem aus der WG ausgezogen und hat auf Drängen ihrer Eltern einen Entzug begonnen. Für die Ermittler liegt die Lösung ihres Falls bei den Mitbewohnern des Opfers. Beide Jungen belasten sich ungewollt gegenseitig und Zimmermann vermutet einen internen Streit, möglicherweise um Kater und Drogen. Zum Missfallen von Katers Eltern, die ihre Tochter über ein Jahr lang gesucht hatten und nicht wussten, wo sie wohnte, hat diese seit kurzem wieder Kontakt zu Eyck. Doch nicht nur, dass sie ihre Therapie abbricht, sich zusammen mit Eyck versteckt und ihre Eltern wieder nicht wissen, wo sie ist, droht sie wieder rückfällig zu werden. Von Katers ehemaliger Zimmerkollegin im Therapiezentrum erfährt Stubbe, dass Harald Förster um seine Tochter überbesorgt war und angeblich alle hasste, die Kater ins Unglück gestürzt hatten. Das scheint für den Kommissar ein sehr gravierendes Mordmotiv, doch als sie ihn zu Hause aufsuchen wollen, erfahren sie von dessen Ehefrau, dass Förster von Eyck bedroht werden würde. Diese Befürchtung wird durch einen Anruf Katers gestützt, die besorgt äußert, Eyck würde ihrem Vater etwas antun. Das hatte dieser jedoch gar nicht vor, doch wird er nun ernstlich von Förster bedroht. Als die Polizei von Kater zu ihrem Versteck geführt wird, können Kater und Stubbe auf Harald Förster einreden und ihn überzeugen aufzugeben, was er dann auch tut. Aus Sorge um seine Tochter wäre Förster beinahe erneut zum Mörder geworden.

## Nebenhandlung
Privat macht sich auch Stubbe um seine Tochter Sorgen. Sie hat ihm Alex, ihren neuen Freund, vorgestellt und es gibt sofort Spannungen zwischen den beiden Männern, sodass Christiane kurzerhand zu Alex zieht und die elterliche Wohnung verlässt. Doch damit nicht genug, auch Wilfrieds Frau Caroline jagt ihm einen Schrecken ein, da sie von einem Auto angefahren wird. Unvernünftigerweise bleibt sie nicht in ärztlicher Obhut, sondern lässt sich noch am selben Tag auf eigenen Wunsch aus der Klinik entlassen. Obwohl es ihr gutzugehen scheint, bricht sie am nächsten Tag aufgrund einer Embolie zusammen und stirbt. Christiane bringt es angesichts dieser emotionalen Ausnahmesituation nicht übers Herz, ihren Vater allein zu lassen und zieht vorübergehend wieder zurück.

## Hintergrund
Der Film wurde in Hamburg und Umgebung gedreht und am 22. November 2003 um 20:15 Uhr im ZDF erstausgestrahlt.

## Rezeption

### Einschaltquote
Bei seiner Ausstrahlung wurde Auf Liebe und Tod von 6,51 Millionen Zuschauern gesehen, was einem Marktanteil von 21,3 Prozent entsprach und den Fernsehfilm zum „besteingeschalteten fiktionalen Programm des Abends“ avancieren ließ.

### Kritiken
Für die Kritiker der Fernsehzeitschrift TV Spielfilm war dieser Stubbe „nur ein Fall für Stub(b)enhocker“. So bemängelten sie, dass „weder Action noch charismatische Schurken Spannung ins Spiel“ brächten, obgleich Wolfgang Stumph „sympathisch“ rüberkomme. Sie vergaben Auf Liebe und Tod nur eine mittlere Wertung, indem sie mit dem Daumen zur Seite zeigten.